# Vecuroniu

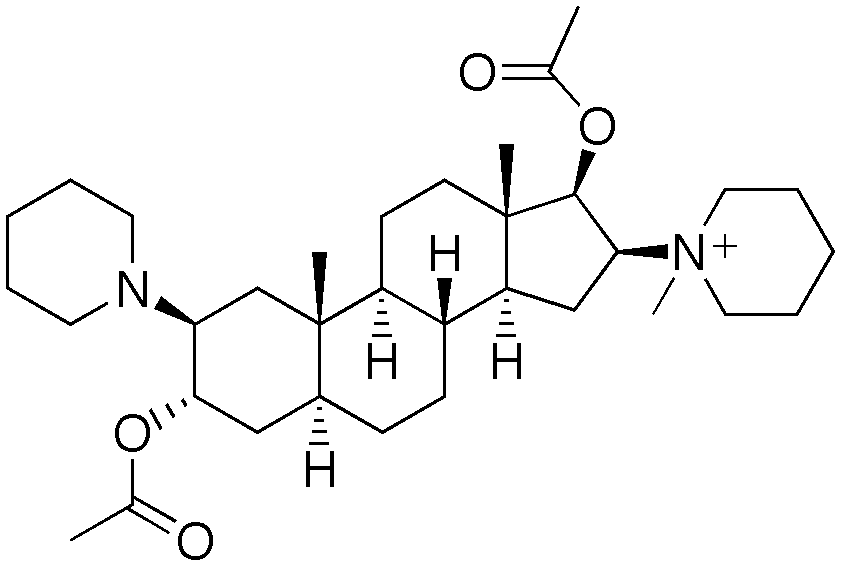
Produsul comercial numit Norcuron maint.asp?s den com=&s dci=Vecuronium&s firm tar d=&s forma farm=&s cod atc=&s cim=&ID=6312, conţine vecuronium bromid, din această cauză nu se administrează la persoanele sensibile

Vecuroniul este un miorelaxant de tipul nondepolarizant, fiind utilizat în anestezie.

## Farmacologie
Acționează asupra receptorilor colinergici de la nivelul plăcii motorii.Sub anestezie controlată timpul de recuperare este de circa 25-40 minute, iar recuperarea completă are loc la circa 60 minute după intubare. Prezența unui anestezic administrat prin inhalare crește ușor activitatea vecuroniului. Administrarea vecuroniului după inhalarea unui anestzic de tipul enfluranului, izofluranului sau halotanului, poate determina scăderea dozei de vecuroniu cu circa 15%. Doza de administrare este de circa 0,08-0,1mg/kg corp, însă se impune individualizarea tratamentului.

## Metabolizare
Vecuroniul este excretat prin bilă și urină. La nivel hepatic are loc metabolizarea în derivații 3, respectiv 17 hidroxilați și în 3,17 derivat dihidroxilat.